# Росен, Свен
Свен Аксель Арига Росен (швед. Sven Axel Ariga Rosén; 10 марта 1887, Стокгольм — 22 июня 1963, Дандерюд, Стокгольм) — шведский гимнаст, чемпион летних Олимпийских игр 1908 и 1912 годов.
На Играх 1908 года в Лондоне Росен участвовал только в командном первенстве, в котором его сборная заняла первое место. Через четыре года, на Олимпиаде 1912 года в Стокгольме он вошёл в состав своей сборной, которая стала лучшей по шведской системе.